# Ipothalia plicicollis
Ipothalia plicicollis là một loài bọ cánh cứng trong họ Cerambycidae.